# Chamerernebtej II.
| G16 | xa | mr | D21 · r |

| G16 | xa | mr | D21 · r |

Chamerernebtej II. byla egyptská královna ze 4. dynastie. Byla dcerou faraona Rachefa a královny Chamerernebtej I.
Vzala si svého bratra Menkaurea a byla matkou prince Chuenrea.

## Hrobka
Chamerernebtej II. je zmíněna v textech a na soše nalezené v hrobce G 8978 v Centrálním poli v Gíze. Hrobka byla nejspíše původně stavěna pro Chamerernebtej I., ale byla dokončena až za života její dcery Chamerernebtej II., která v ní byla pohřbena.
Je ale také možné, že byla pohřbena v pyramidě G3a, nebo G3b (tj. v jedné ze satelitních pyramid Menkaureovy pyramidy).